# Reforma Licence-Master-Doctorat
A reforma Licence-Master-Doctorat designa um conjunto de medidas que modificaram o ensino superior francês a fim de adaptá-lo aos padrões europeus.
Ela estipula, principalmente, um sistema baseado em três graus: licence, master e doctorat; uma organização dos cursos em semestres e em unidades de ensino; a utilização dos créditos europeus e a entrega de um anexo descritivo do diploma.

## Graus
Durante a existência da Universidade Imperial na França, três graus foram definidos: o baccalauréat, a licence e o doctorat. Entretanto, estas noções foram aos poucos desaparecendo.
Em 1999 criou-se o grau de mastaire, que é conferido aos titulares de um diploma de estudos especializados, de du diploma de engenheiro, ou de um diploma de estudos aprofundados.  Em 2001, cria-se a comissão encarregada, entre outras, de entregar o grau a certas escolas de negócios.
Enfim, os textos de 2002 renomearam o mastaire e especificaram o sistema de quatro graus que fixam os principais níveis de referência do Espaço europeu do ensino superior:
- o baccalauréat;
- a licence;
- o master;
- o doctorat.

A noção de ciclos universitários continuaria imutável até 2007, ano em que a lei LRU (libertés et responsabilités des universités) define que os graus de licence, master e doctorat são conferidos respectivamente ao primeiro, segundo e terceiro ciclos.

## Unidades de ensino e créditos europeus
A formação é dividida em "unidades de ensino". Cada unidade possui um valor definido em créditos europeus reconhecidos graças ao Sistema Europeu de Transferência e Acumulação de Créditos (ECTS).
O número de créditos por unidade de ensino é definido na base da "carga total de trabalho requerida pelo aluno para obter uma unidade". A carga total de trabalho considera o conjunto de atividade exigida do estudante e, principalmente, o volume e a natureza dos cursos assistidos, do trabalho pessoal necessário, dos estágios, redação de relatórios, projetos, entre outros.
A fim de garantir a "comparação" e a "transferência" de cada etapa da formação dentro do espaço europeu, uma referência comum é fixada correspondente a aquisição, após o ensino médio, de 180 créditos para o nível licence e de 300 créditos para o nível master. Essa referência permite a definição do valor em créditos do conjunto de diplomas. Os créditos são obtidos quando as condições de validação definidas pelas modalidades de controle do conhecimento e aptidões próprias a cada tipo de estudo são satisfeitas.

## Equivalência entre diplomas de universidades francesas e graus
| Formação                                             | Nível   | Créditos | Grau    | Desde o ano letivo de |
| ---------------------------------------------------- | ------- | -------- | ------- | --------------------- |
| Estudos universitários conduzindo ao grau de licence | Bac + 3 | 180      | Licence | 2003                  |
| Diplome national de master                           | Bac + 5 | 300      | Master  | 2003                  |
| Diplome national de doutor                           | Bac + 8 |          | Doutor  | 2006                  |

## Equivalência de outros diplomas franceses e graus
| Formação                                                                                             | Nível                        | Créditos | Grau    | Desde                     |
| --- | ---------------------------- | -------- | ------- | ------------------------- |
| Diploma de engenheiro                                                                                | Bac + 5                      |          | Master  |                           |
| Diploma dos institutos de estudos políticos                                                          | Bac + 5                      |          | Master  |                           |
| Diploma de certas escolas de comércio                                                                | Bac + 5                      |          | Master  | Dependente de habilitação |
| Diplomas específicos da Universidade Paris-Dauphine                                                  | Bac + 5                      |          | Master  | Dependente de habilitação |
| Diplomas de estudos em arquitetura                                                                   | Bac + 3                      |          | Licence | 2004                      |
| Diploma Estatal de arquitetura                                                                       | Bac + 5                      |          | Master  | 2004                      |
| Diploma da Escola militar de Saint-Cyr                                                               | Bac + 5                      |          | Master  | 2004                      |
| Diploma universitário de tecnologia                                                                  | Bac + 2                      | 120      |         | 2005                      |
| Diploma nacional de restaurador do patrimônio                                                        | Bac + 5                      |          | Master  | 2006                      |
| Cursos preparatórios às grandes écoles                                                               | Bac + 2                      | 120      |         | 2007                      |
| Título de técnico do ensino superior                                                                 | Bac + 2                      | 120      |         | 2007                      |
| Diploma do segundo ciclo da Escola do Louvre                                                         | Bac + 5                      |          | Master  | 2007                      |
| Diploma de estudos fundamentais em veterinária                                                       | Bac + 6                      |          | Master  | 2007                      |
| Diploma Estatal de enfermeiro                                                                        | Bac + 3                      | 180      | Licence | 2009                      |
| Primeiro ano de estudos na área da saúde                                                             | Bac + 1                      | 60       |         | 2010                      |
| Diploma da Escola militar interarmes                                                                 | Bac + 2[carece de fontes?]   |          | Licence | Dependente de habilitação |
| Diplomas do Conservatório Nacional Superior de Música e Dança de Paris                               | Bac + 5                      |          | Master  | Seções de 2010 a 2015     |
| Diploma nacional superior de artes plasticas                                                         | Bac + 5                      |          | Master  | Seções de 2012 a 2015     |
| Diploma entregue pela Escola nacional superior das artes decorativas                                 | Bac + 5                      |          | Master  | Seções de 2012 a 2015     |
| Diploma entregue pela Escola nacional superior de criação industrial                                 | Bac + 5                      |          | Master  | Seções de 2012 e 2013     |
| Diploma nacional superior de expressão plástica                                                      | Bac + 5                      |          | Master  | Seções de 2012 a 2015     |
| Diploma de contabilidade e administração                                                             | Bac + 3                      |          | Licence |                           |
| Diploma superior de contabilidade e administração                                                    | Bac + 5                      |          | Master  |                           |
| Diploma de formação geral em ciências médicas                                                        | Bac + 3                      |          | Licence | A partir de 2011          |
| Diploma de formação geral em ciências farmacêuticas                                                  | Bac + 3                      |          | Licence | A partir de 2011          |
| Diploma de formação geral em ciências odontológicas                                                  | Bac + 3                      |          | Licence | A partir de 2011          |
| Diploma de formação geral em ciências maiêuticas (obstetrícia)                                       | Bac + 3                      |          | Licence | A partir de 2011          |
| Diploma Estatal de manipulador em eletroradiologia médica                                            | Bac + 3                      | 180      |         | 2012                      |
| Diploma Estatal de pedicure-podólogo                                                                 | Bac + 3                      | 180      |         | 2012                      |
| Diploma de administração e controle do tráfego aéreo da Escola nacional da aviação civil             | Bac + 5                      |          | Master  | Seções de 2015 a 2018     |
| Diploma de engenharia dos sistemas eletrônicos da seguraça aérea da Escola nacional da aviação civil | Bac + 5                      |          | Master  | Seções de 2015 a 2018     |
| Diploma Estatal de terapia ocupacional                                                               | Bac + 3                      |          | Licence | 2011                      |
| Diploma superior de artes aplicadas                                                                  | Bac + 4 (Admissão a bac + 2) | 120      |         | 2011                      |
| Diploma das profissões de arte                                                                       | Bac + 2                      | 120      |         | 2008                      |

## Reação da comunidade universitária
A reforma não foi recebida da mesma forma pelos universitários e estudantes. Apesar de todos quererem ver seus diplomas franceses reconhecidos mais facilmente em outros países europeus, as modalidades de aplicação específica na França suscitaram debates. Desta forma, apesar da passagem progressiva ao novo sistema, certos pontos criaram inquietudes na comunidade universitária, tendo mesmo sido rejeitada por parte dos estudantes e professores através de greves e manifestações, geralmente relacionadas:
- às dificuldade da passagem do ensino tradicional (com dois semetres agrupados) ao sistema com semestres separados;
- ao futuro dos níveis intermediários existentes;
- às modalidades de exames que retiraram comodidades dos estudantes (compensação anual, recuperação, entre outros);
- ao fim da estruturação do ensino em diplomas (passando aos graus), podendo criar desigualdade entre universidades e estudantes e temendo a criação de uma nova seleção para a admissão ao master;
- à austeridade orçamentária, devido à necessidade de alongar o número de anos de estudos com objetivo de atingir aos novos níveis de referência, sem aumento do orçamento.